# Neue Ökonomische Politik
Die Neue Ökonomische Politik (Abk. NEP; russisch НЭП – новая экономическая политика, NEP – nowaja ekonomitscheskaja politika; deutsch NÖP) war ein wirtschaftspolitisches Konzept in der Sowjetunion, das Wladimir Lenin 1921 gegen erheblichen Widerstand in der eigenen Partei durchsetzte. Ihr Hauptmerkmal war eine Dezentralisierung und Liberalisierung in der Landwirtschaft, im Handel und in der Industrie, die der Wirtschaft teilweise auch marktwirtschaftliche Methoden zugestand. Die NEP blieb bis 1928 reale Politik und führte zu einer Verbesserung der Versorgung und zu relativen gesellschaftlichen Freiheiten.

## Entwicklung der Neuen Ökonomischen Politik (NEP)

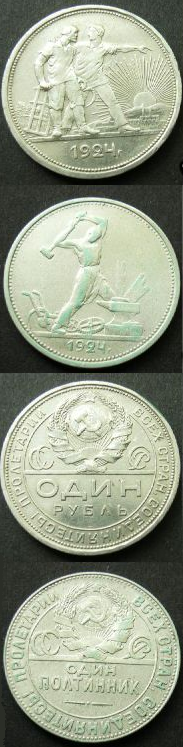
Silberner Rubel bzw. „Halbrubel“, 1924

Der russische Bürgerkrieg und die spontanen Verstaatlichungen von Banken und Fabriken sowie die staatliche Kontrolle des Außenhandels hatten die Wirtschaft in eine schwere Krise gestürzt. Durch den Frieden von Brest-Litowsk verlor die Sowjetunion 1918 mehrere Millionen Hektar fruchtbares Ackerland. Die Industrieproduktion betrug 1920 nur noch ein Achtel des Standes von 1913, die Produktion und Verteilung von Lebensmitteln funktionierte nicht mehr, in den Städten drohten Hungersnöte, auf dem Land hingegen Bauernaufstände.
Ende Februar 1921 begannen Matrosen der russischen Kriegsmarine den Kronstädter Matrosenaufstand; sie forderten unter anderem eine Demokratisierung Sowjetrusslands und weniger Einfluss der Kommunistischen Partei Russlands (KPR(B)) auf die politischen Entscheidungsprozesse. 
Die NEP wurde im März 1921 durch Lenin auf dem X. Parteitag der KPR verkündet. Sie löste die Wirtschaftspolitik des Kriegskommunismus ab, in der nur „Werktätige“ Anspruch auf Lebensmittel-Zuteilung hatten, die Produktion nach dem Bedarf diktiert und die Lebensmittelproduktion der Bauern beschlagnahmt wurde. 
Die NEP brachte einen tiefgehenden Wandel im politischen Klima mit sich. Der Weltkrieg und der folgende Bürgerkrieg hatten Russland verwüstet. Nach dem militärischen Sieg galt es, die durch den Bürgerkrieg nachhaltig beeinträchtigte Versorgungssituation zu verbessern. Die Erwartungen waren nach der Revolution hoch. Zunächst musste ein Überleben nach dieser Zeit organisiert werden. Lenins Gebot „Lernt handeln“ erforderte eine Übergangszeit. Lenin selbst führte zum XI. Parteitag dazu 1922 aus:

„Die Sache ist die, dass der verantwortliche Kommunist […] es nicht versteht, Handel zu treiben, weil er nicht vom Fach ist, weil er nicht das gelernt hat und nicht lernen will und nicht begreift, dass er mit dem Abc anfangen muss.“

Die NEP legalisierte die gewinnorientierte Arbeit, das Privateigentum in der Konsumgüter-Produktion und den Erwerb von Reichtum und band außerdem die Bauern durch eine „Naturalsteuer“ in das ökonomische System ein. Zum ersten Mal stellte sich somit das Problem der Einführung von Elementen der Marktwirtschaft in eine Planwirtschaft. Seinen Kritikern gegenüber verteidigte Lenin seine wirtschaftspolitische Kehrtwendung weg vom Kriegskommunismus damit, dass dem sozialistischen Staat dabei immer noch die Verfügung über die „Kommandohöhen der Wirtschaft“, d. h. die Kontrolle der Schlüsselindustrien, verbliebe.
Die NEP hatte zur Folge, dass die Parteiorganisation und ihre Apparatschiks nach vorne rückten und der Einfluss der Ideologen und Agitatoren nachließ. Der wirtschaftliche Erfolg der NEP stärkte die zentrale Macht des Parteiapparats.
Die Einführung der NEP führte dazu, dass erstmals seit der Oktoberrevolution wieder eine „bourgeoise“ Schicht von Händlern und Kaufleuten entstand, die mittels Handel mit Gütern die Ressourcenallokation verbesserte und dabei Gewinne machte. Viele dieser sogenannten Nepmänner (nèpman) stellten ihren neuen Wohlstand demonstrativ zur Schau und verursachten Missbehagen in Partei und Gesellschaft. Gleichwohl war ihre Tätigkeit gesamtwirtschaftlich betrachtet essentiell für die Verbesserung der Ressourcenallokation im Land.
Die Periode der NEP endete jedoch mit einem Beschluss auf dem 15. Parteitag (2. – 19. Dezember 1927).

## Landwirtschaft
Unter staatlicher Aufsicht wurde versucht, durch Anregung der Eigeninitiative und des Gewinnstrebens der Bauern ihre Erträge zu steigern. Den Bauern wurde gestattet, die Produkte, die ihnen über das Ablieferungssoll hinaus verblieben, im freien Handel mit Preisen des freien Marktes zu veräußern. Damit wollte Lenin für eine Übergangszeit Selbstversorgung und eine gewisse Entfaltung von Marktstrukturen zulassen, um die Landwirtschaft später erneut zu verstaatlichen. Lenin war der Ansicht, eine planmäßige Landwirtschaft sei nicht möglich,

„Wenn nicht neben diesen Landwirten eine erstklassige maschinelle Großindustrie mit einem Netz elektrischer Leitungen vorhanden ist, eine Industrie, die sowohl ihrer technischen Leistungsfähigkeit als auch ihren organisatorischen ‚Überbauten‘ und Begleiterscheinungen nach fähig ist, die kleinen Landwirte mit größeren Mengen besserer Erzeugnisse rascher und billiger als früher zu versorgen. Im Weltmaßstab ist dieses ‚Wenn‘ schon verwirklicht, ist diese Bedingung schon gegeben, aber ein einzelnes Land, und noch dazu eines der rückständigsten kapitalistischen Länder, das den Versuch gemacht hat, die neue Verbindung der Industrie mit der Landwirtschaft sofort und unmittelbar zu realisieren, in die Tat umzusetzen, praktisch in Gang zu bringen, hat diese Aufgabe nicht durch einen ‚Sturmangriff‘ bewältigen können und muss sie jetzt durch eine Reihe von langsamen, allmählichen, vorsichtigen ‚Belagerungsoperationen‘ bewältigen.“

Nach der Auffassung von Nikolai Bucharin und seiner (später, während der Zeit des sog. „Großen Bruches“ vor allem von Seiten stalinistischer Politiker als „Rechte“ bezeichneten) politischen Anhänger sollten den Bauern dauerhaft Zugeständnisse gemacht werden, die Preise und die Produktion selbständig zu gestalten. Der Weg des Sozialismus sei gesichert, solange die Partei die allgemeinen Machtinstrumente fest in der Hand behielte. Es würde ausreichen, wenn durch die Steuern die Gewinne abgeschöpft würden für den Aufbau der Industrie.
Stalin vertrat hingegen die Auffassung, dass eine schnellere Industrialisierung nur möglich sei, wenn auch die Modernisierung der Landwirtschaft erheblich beschleunigt würde. Dieses wäre aber nur möglich, wenn die Landwirtschaft kollektiviert und mechanisiert würde. Die NEP könne deshalb nur für eine Übergangszeit dem Aufbau des Sozialismus dienen. Die eingeführten Lockerungen blieben bis 1927 in Kraft. Gemäß einem Beschluss des 15. Parteitages wurde unter Stalin ab 1928 eine zentralisierte Planwirtschaft eingeführt und damit der Kampf „gegen die kapitalistischen Elemente im Dorf“ beschlossen, es begann die Zwangskollektivierung in der Sowjetunion.

## Industrie
Auf dem IV. Komintern-Kongress im November 1922 formulierte Lenin:

„Wir wissen, dass wir ohne eine Schwerindustrie, ohne ihre Wiederherstellung keine Industrie aufbauen können, ohne diese sind wir als selbstständiges Land überhaupt verloren. Das wissen wir wohl. Die Rettung Russlands liegt nicht nur in einer guten Ernte der Bauern – das ist zu wenig – und nicht nur in dem guten Zustand der Leichtindustrie, die der Bauernschaft Gebrauchsgegenstände liefert – das ist ebenfalls zu wenig –, wir bedürfen noch der Schwerindustrie […].“

Um die Industrie aufzubauen, bedurfte es aber finanzieller Mittel, die nur aus den Erträgen der Landwirtschaft erzielt werden konnten.

## Bucharins Position zur NEP
Nikolai Bucharin befürwortete 1921 noch die Wirtschaftsform des Kriegskommunismus. Er dachte, dass die NEP nur nötig sei, um den hungernden Bauern Zugeständnisse zu machen. 1925 änderte sich seine Auffassung. Er beschrieb in seinem Buch Der Weg zum Sozialismus nunmehr die NEP als Abkehr vom direkten Weg zum Kommunismus – also als einen erforderlichen Umweg über eine „unorthodoxe“ Politik. Er formulierte auf dem XVI. Parteitag der KPdSU:

„Ich wiederhole, ich bestehe darauf, die Notwendigkeit der Kriegspolitik führte unweigerlich zum Fall der Produktion in der ökonomischen Sphäre, doch jetzt, wo das politische Ziel erreicht ist, wo unsere Macht gefestigt und die Diktatur des Proletariats errichtet ist – die Hegemonie des Proletariats ist ein sicheres Faktum, und jetzt besteht nur mehr die Notwendigkeit, die Produktivität voranzutreiben, um die Diktatur des Proletariats aufzubauen.“

Nachdem der „Sozialismus“ erschaffen und gesichert sei – so forderte er –, ist die Produktivität voranzutreiben. Die Bauern sollten die Preise und die Produktion selbständig gestalten können. Die Umverteilung für den Aufbau der Industrie könne durch die Steuern erfolgen. 1925 formulierte Bucharin – als Programm der sowjetischen Gesellschaft – „Bereichert Euch!“, was nicht nur materiell, sondern vornehmlich kulturell gemeint war und einen weiteren Abbau der Kommandowirtschaft einschloss. Stalin bezeichnete diese Richtung als „rechte Opposition“ und setzte, um den vollständigen Sieg des Sozialismus in der Sowjetunion zu erreichen, auf den „Klassenkampf auf dem Dorf“ im Rahmen der „Kollektivierung der Landwirtschaft“.
Eine späte Renaissance hatte Bucharins Wirtschaftsmodell zur Zeit der von Gorbatschow initiierten Perestrojka (1986–1990). Es galt als eine historische Alternative.

## Historische Vergleiche

### NÖSPL in der DDR
Die DDR experimentierte in den 1960er Jahren mit dem „Neuen Ökonomischen System der Planung und Leitung“ (NÖSPL) kurzzeitig in eine Richtung, die auf die partielle Schaffung marktwirtschaftlicher Verhältnisse hinauslief. Mit Verweis auf die Neue Ökonomische Politik der jungen Sowjetunion versuchte die SED dieses staatliche Reformprogramm zusätzlich zu legitimieren. Es sah unter anderem vor, dass Vereinigungen Volkseigener Betriebe (VVBs) eine Teilautonomie im Rahmen der Planwirtschaft gestattet wurde und auf Gewinnmaximierung verpflichtet wurden. Es wurde 1963 unter Walter Ulbricht eingeführt und dauerte bis zum Jahr 1967. Ab 1968 wurden die Reformbemühungen modifiziert und trugen nun die Bezeichnung Ökonomisches System des Sozialismus (ÖSS). Mit Beginn der Ära Honecker wurde ein neuer wirtschaftspolitischer Kurs eingeschlagen und das ÖSS im Jahr 1971 gestoppt.

### Sozialistische Marktwirtschaft
Im Gegensatz zur NÖSPL betrafen die Reformen unter Deng Xiaoping in China seit den späten 1970er Jahren die gesamte Volkswirtschaft und führten letztlich zur Aufgabe grundlegender Prinzipien einer Planwirtschaft und zum Übergang zu einer Sozialistischen Marktwirtschaft.
Ähnliches galt auch für die Perestroika-Reformen unter Gorbatschow.

## Historische Bewertung
Die Neue Ökonomische Politik wird von Historikern als „taktischer Rückzug“ Lenins verstanden, um den regelrechten Zerfall von Wirtschaft und Gesellschaft aufzuhalten. Sowohl in der Industrie als auch der Landwirtschaft wurde den Marktkräften – zumindest auf lokaler Ebene – wieder ein breiter Spielraum eröffnet. Die in der Partei heftig umstrittenen Maßnahmen der NEP führten zu einer spürbaren Verbesserung der Versorgungslage und waren somit ein entscheidender Faktor für die Konsolidierung der politischen Macht der Kommunisten.